# Пам'ятки архітектури Немирівського району
У Немирівському районі Вінницької області під охороною держави знаходиться 16 пам'яток архітектури і містобудування, з них 5 — національного значення.
| Пор. №                 | Найменування пам'ятки            | Датування              | Місцезнаходження        | Охоронний номер        | Дата та № рішення взяття на облік                     |
| Національного значення | Національного значення           | Національного значення | Національного значення  | Національного значення | Національного значення                                |
| ---------------------- | -------------------------------- | ---------------------- | ----------------------- | ---------------------- | ----------------------------------------------------- |
| м. Немирів             |                                  |                        |                         |                        |                                                       |
| 1                      | Електростанція та млин           | д.п.19 ст.             | вул. Горького 26        | 977                    | Постанова Ради Міністрів УРСР від 06.09.1979 р. № 442 |
|                        | Комплекс Немирівської гімназії   | 19 ст.                 | вул. Луначарського,27   | 976/0                  | -ІІ-                                                  |
| 2                      | Чоловічий корпус                 | 1815 р.                | вул. Луначарського,27   | 976/1                  | -ІІ-                                                  |
| 3                      | Жіночий корпус                   | 1815 р.                | вул. Луначарського,27   | 976/2                  | -ІІ-                                                  |
| 4                      | Палац княгині М. Щербатової      | 19 ст.                 | вул. Шевченка,16        | 73/1                   | Постанова Ради Міністрів УРСР від 24.08.1963 р. № 970 |
| 5                      | Парк                             | 19 ст.                 | вул. Шевченка,16        | 73/2                   | Постанова Ради Міністрів УРСР від 24.08.1963 р. № 970 |
| Місцевого значення     |                                  |                        |                         |                        |                                                       |
| смт Немирів            |                                  |                        |                         |                        |                                                       |
|                        | Миколаївський монастир           | 19 ст.                 | вул. Леніна,191         | 144-М/0                | Рішення виконкому облради нар. деп.від 14.02.91 № 43  |
| 6                      | Троїцька церква                  | 1876-1881 рр.          | вул. Леніна,191         | 144-М/1                | -//-                                                  |
| 7                      | Келії                            | 1845 р.                | вул. Леніна,191         | 144-М/2                | -//-                                                  |
| смт Брацлав            |                                  |                        |                         |                        |                                                       |
| 8                      | Пивоварний завод                 | к.19 ст.               | вул. Горького,6         | 325-М                  | Розпорядження ОДА № 251 від 21.05.96 р                |
| 9                      | Млин (комплекс з трьох будинків) | 1888 р.                | вул. Горького, 11,13,16 | 147-М                  | Рішення виконкому облради нар. деп.від 14.02.91 № 43  |
| 10                     | Особняк                          | к.19 ст.               | вул. Енгельса,30        | 151-М                  | -//-                                                  |
| 11                     | Костьол                          | 1837 р.                | вул. Комарова,1         | 148-М                  | -//-                                                  |
| 12                     | Будинок гімназії                 | 1913 р.                | вул. Комінтерна,7       | 327-М                  | Розпорядження ОДА № 251 від 21.05.96 р                |
| 13                     | Миколаївська церква              | 1890 р.                | вул. К.Маркса,33        | 146-М                  | Рішення виконкому облради нар. деп.від 14.02.91 № 43  |
| 14                     | Будинок клініки                  | к.19 ст.               | вул.1-го Травня,26      | 326-М                  | Розпорядження ОДА № 251 від 21.05.96 р                |
| 15                     | Аптека (зміш.)                   | к.19 ст.               | вул. Щорса,1            | 149-М                  | Рішення виконкому облради нар. деп.від 14.02.91 № 43  |
| 16                     | Особняк                          | п.20 ст.               | вул. Гагаріна,12        | 150-М                  | -//-                                                  |
|                        |                                  |                        |                         |                        |                                                       |